# Ichneumon vindex
Ichneumon vindex là một loài tò vò trong họ Ichneumonidae.